# Pygommatius jaculator
Pygommatius jaculator är en tvåvingeart som först beskrevs av Walker 1851.  Pygommatius jaculator ingår i släktet Pygommatius och familjen rovflugor. Inga underarter finns listade i Catalogue of Life.